# Härryda miljö- och framtidsparti
Härryda miljö- och framtidsparti var ett lokalt politiskt parti som var registrerat för val till kommunfullmäktige i Härryda kommun. Partiet var representerat i Härryda kommunfullmäktige mellan åtminstone 1982 och 1988.